# Emanuel Emegha
Emanuel Esseh Emegha (* 3. Februar 2003 in Den Haag) ist ein niederländischer Fußballspieler. Seit Juli 2023 steht er bei Racing Straßburg unter Vertrag. Des Weiteren ist Emegha ein niederländischer Nachwuchsnationalspieler.

## Karriere

### Verein
Emanuel Emegha, dessen Vater aus dem Togo kommt und dessen Mutter Nigerianerin ist, wurde in Den Haag geboren und begann mit dem Fußballspielen bei KRSV Vredenburch, einem Verein aus Rijswijk, rund fünf Kilometer vom Stadtkern von Den Haag entfernt. Später wechselte er in die Jugendabteilung von Sparta Rotterdam und gab am 13. September 2020 im Alter von 17 Jahren sein Profidebüt in der Eredivisie beim 0:1 am ersten Spieltag der Saison 2020/21 gegen Ajax Amsterdam. Emegha gehörte in dieser Spielzeit häufig zum Spieltagskader und kam auch nicht selten zum Einsatz. Am 7. Mai 2021 gelang ihm beim 3:0-Heimsieg am 32. Spieltag gegen Vitesse Arnheim sein erstes Tor in der Eredivisie. Sparta Rotterdam spielte in dieser Saison um die Teilnahme an einem Europapokalwettbewerb und qualifizierte sich für die ligainternen Play-offs um die Qualifikation für die neugegründete UEFA Europa Conference League, allerdings schieden sie im Halbfinale gegen den Stadtrivalen Feyenoord Rotterdam aus. Emanuel Emegha war im Laufe der Spielzeit in der regulären Saison zu 16 Einsätzen gekommen, auch im Halbfinalspiel in den Play-offs war er mit von der Partie; des Weiteren lief er für die Profis in der ersten Runde des KNVB-Beker gegen ADO Den Haag auf.
In der folgenden Spielzeit, der Saison 2021/22, lief er bis Januar 2022 regelmäßig für die Profimannschaft auf und wurde dabei überwiegend als Mittelstürmer eingesetzt, gehörte jedoch bei weitem nicht in jedem Spiel zur Anfangself. Kurz vor Ende des Wintertransferfensters wechselte Emegha zum belgischen Erstligisten Royal Antwerpen und unterschrieb dort einen Vertrag für fünf Saisons. Im Rest der Saison bestritt Emegha lediglich eines von 16 möglichen Ligaspielen für Antwerpen.
Ein weiteres sollte auch nicht folgen, denn im August 2022 zog der Angreifer weiter zum österreichischen Bundesligisten SK Sturm Graz, bei dem er einen bis Juni 2026 laufenden Vertrag erhielt. Bei Sturm gelang dem Offensivmann der Durchbruch, er erzielte in 26 Einsätzen in der Bundesliga neun Treffer und holte mit den Grazern auch den ÖFB-Cup. Im Juli 2023 verließ er Sturm dann aber schon wieder und zog nach Frankreich weiter, wo er bei Racing Straßburg einen bis 2028 laufenden Kontrakt unterschrieb.

### Nationalmannschaft
Am 18. Dezember 2017 absolvierte Emanuel Emegha beim 3:2-Sieg im Freundschaftsspiel in Burton-on-Trent gegen England sein erstes Spiel für die niederländische U15-Nationalmannschaft. Es blieb auch sein einziges Länderspiel für diese Altersklasse. Erst in der niederländischen U19 kam Emegha wieder zu einem Einsatz für eine Nachwuchsnationalmannschaft und debütierte für diese am 6. September 2021 bei einer 0:3-Niederlage im Testspiel in Katwijk ZH gegen Italien.

## Erfolge
mit dem Verein
- Österreichischer Cup-Sieger: 2023

individuell
- Bester Newcomer der Bundesliga: 2023